# Invisible (canción de Eiza González)
«Invisible» es el segundo sencillo del disco Te acordarás de mí de la cantante y actriz mexicana Eiza González. La canción se lanzó en todas las radios por primera vez el 1 de agosto del 2012.

## Antecedentes
Invisible fue escrita por Carolina Rosas y Freddy Cañedo. Los mismos se encargaron de la producción. Gabriel Castañón grabó y masterizó la pista en Sony Estudios y Petit Productions Studios.
La canción es pop latino con influencias de pop. Invisible habla sobre un exnovio que nunca la prestó mucha atención a Eiza, y cuando cortan la relación, éste suplica volver pero ella ya se olvidó de él.

## Video
El video para Invisible fue grabado en agosto de 2012, pero al parecer no será lanzado por un problema entre EMI y Universal.

## Créditos y personal
- Voz: Eiza
- Coros: Eiza, Carolina Rosas
- Composición: Carolina Rosas, Freddy Cañedo
- Grabación: Gabriel Castañón, FReddy Cañedo
- Masterización: Gilberto Elguezebal
- Arreglos: Freddy Cañedo, Carolina Rosas
- Batería: Enrique Escalante
- Guitarra: Mike Pasos
- Bajo y teclado: Freddy Cañedo
- Arreglo de cuerdas: Rosino Serrano
- Trompetas: Daniel Zlotnik